# Infusorien

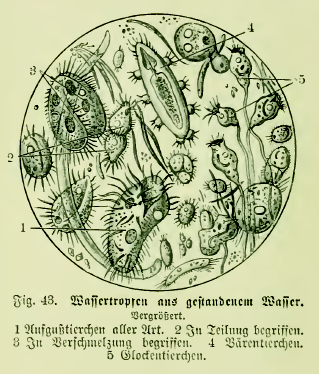
Aufgusstierchen in einem Tropfen abgestandenen Wassers

Als Infusorien (lateinisch Infusoria, Mehrzahl von Infusorium), Infusionstierchen oder Aufgusstierchen bezeichnet man kleine, sich z. B. im Aufguss von pflanzlichem Material entwickelnde Tierchen (z. B. Flagellaten, Wimpertierchen, Amöben).
Erstmals im Mikroskop hatte Antoni van Leeuwenhoek Infusorien gesehen.
In Aquarien werden sie mitunter zur Anzucht von Jungfischen genutzt. Das übermäßige Vorkommen von Infusorien ist im Allgemeinen ein Zeichen für schlechte Wasserqualität, da diese sich von Bakterien und organischen Schwebestoffen ernähren. 
Die „Infusorienthiere“, die Christian Gottfried Ehrenberg 1838 beschrieben hatte, hatten in der Tiersystematik des 19. Jahrhunderts den Rang einer Ordnung.